# Tektonische Schuppe
Tektonische Schuppe bezeichnet in der Geologie einen durch Überschiebungen oder andere Störungen tektonisch begrenzten Gesteinskörper, der sich nicht mehr im ursprünglichen Verband befindet.
Der Begriff wurde erstmals 1883 von Eduard Suess als „Schuppenstructur“ für die bei Aufschiebungen übereinander zum Liegen gekommenen Gesteinspakete verwendet. Der Vorgang wird Verschuppung oder Schuppung genannt. Konkret ist die Schuppe das Gesteinspaket, das zwischen zwei Aufschiebungen liegt.